# Palaeosynthemis kimminsi
Palaeosynthemis kimminsi – gatunek ważki z rodziny Synthemistidae.